# Parafia św. Bartłomieja w Świedziebni
Parafia św. Bartłomieja w Świedziebni – parafia rzymskokatolicka należąca do dekanatu rypińskiego, diecezji płockiej, metropolii warszawskiej. Erygowana w XIV wieku.

## Miejsca kultu
- Kościół Podwyższenia Krzyża Świętego w Świedziebni – kościół parafialny
- Kościół Wniebowzięcia Najświętszej Maryi Panny w Księtem – kościół filialny